# Aline e Valcour
Aline e Valcour ovvero il romanzo filosofico (in originale Aline et Valcour, ou le Roman philosophique) è un romanzo epistolare scritto dal Marchese de Sade e pubblicato per la prima volta nel 1793; la vicenda contrappone la realtà di un brutale regno africano dalle crudelissime leggi con un'isola paradisiaca situata in Oceania nel sud dell'Oceano Pacifico conosciuta come Tamoé e guidata dal saggio re-filosofo Zame.

## Storia e vicissitudini editoriali
Scritto tra il 1785 e il 1788 durante gli anni della lunga prigionia dell'autore alla Bastiglia, ha dovuto attendere più di sette anni prima di poter vedere la luce in forma completa dopo la liberazione di Sade a seguito dello scoppio della rivoluzione francese; è una delle opere in cui meglio si possono apprezzare le idee del "divino marchese": mentre i due protagonisti si scambiano una serie di lettere vengono narrate a intervalli regolari anche le storie di molti altri personaggi.
La sua pubblicazione è stata accompagnata da un notevole scandalo; Sade ha subito dure critiche per quelle che erano considerate a tutti gli effetti storie oscene, ma soprattutto perché il fine ultimo che si proponeva non era conforme a quello della moralità del tempo: difatti il "vizio" non sembrava qui mai esser adeguatamente punito.
Sade si è difeso da queste critiche quando ha successivamente pubblicato la sua raccolta di racconti intitolata I crimini dell'amore nel breve saggio "Idee sui romanzi" inserito a mo' di introduzione. Il romanzo contiene due storie praticamente indipendenti: La storia di Aline e Valcour e la Storia di Sainville e Leonore. La struttura originale gioca nell'incrociare due racconti di viaggio, passando dalla diretta testimonianza di un personaggio a quella di un altro.
L'edizione originaria di Aline e Valcour ha avuto innumerevoli vicissitudini; il manoscritto era pronto dal 1789 e il romanzo avrebbe dovuto essere pubblicato al più tardi nel 1791. Nel mese di marzo, Sade annuncia la sua pubblicazione per Pasqua, ma alla fine del 1792 si lamenta che le circostanze hanno impedito la stampa del suo libro. Il volume è stato finalmente stampato nel 1793, ma in quello stesso anno sia Sade sia il suo editore Girouard vengono posti agli arresti e il libro messo sotto sigillo. L'8 gennaio 1794 Girouard finisce ghigliottinato. Fortunato, Sade è invece pubblicato nel novembre dello stesso anno, e si impegna con misure immediate per ritirare il suo libro (il primo pubblicato a suo nome). Nel mese di agosto 1793 intanto la vedova Girouard, che aveva assunto gli affari del marito, rimette in circolazione l'edizione originale.

## Trama

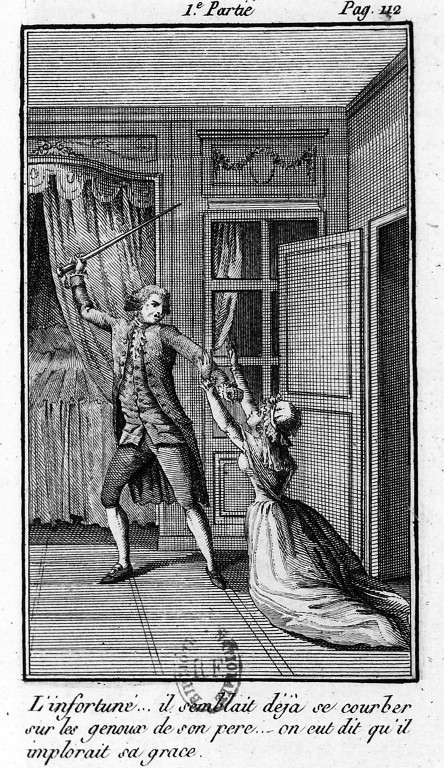
Sophie supplica Mirville: Padre, imploro la sua grazia!

Scritto in stile epistolare, si è in grado di riconoscere l'influenza di Samuel Richardson. Il tema centrale è uno dei più ricorrenti nell'opera sadiana, ossia l'amore libero contrapposto al matrimonio di convenienza. La storia ha il suo inizio quando Valcour, innamorato di Aline, riceve la notizia che il padre della sua amata, il presidente di tribunale Blamont, ha già deciso il matrimonio per la figlia, ovviamente con un uomo che non è Valcour. Attraverso le settanta lettere inviate, la trama avanza passo passo fino al dramma finale.
Con una prosa più che mai fluida, Sade riesce a descrivere i vari personaggi coinvolti nella trama: i protagonisti della vicenda, Aline e Valcour, due giovani sensibili e innamoratissimi, in lotta per la conquista del loro amore con il supporto di Madame Blamont, donna sensibile e anche virtuosa; Monsieur Blamont invece, padre di Aline, è un libertino depravato e un crudele materialista che ha organizzato il matrimonio di sua figlia con il proprio compagno di dissolutezze, un ridicolo e ripugnante personaggio; un altro personaggio, Deterville, amico di Valcour, trama tramite corrispondenza. Inoltre, molti altri personaggi completano una storia punteggiata di numerosi coinvolgimenti atti a favorire il gusto del tempo e descritti in maniera più che plausibile.

Tra i personaggi principali si evidenzia immediatamente il depravato Presidente Blamont, archetipo sadiano dell'anti-eroe, in grado di impegnare tutto se stesso negli oltraggi più atroci e immediatamente dopo giustificarli con cinici argomenti. Sade, bloccato a forza per dodici interi anni a causa di una lettre de cachet su richiesta della moglie, si vendica estendendo la più turpe immoralità di carattere all'intera classe della magistratura:
(Presidente Blamont)
 Si tratta comunque di uno dei romanzi di Sade meno espliciti in materia di perversione sessuale, che viene semplicemente accennata e non raggiunge mai le dettagliate descrizioni presenti in altri suoi libri.
In perfetta contrapposizione alla figura del presidente Blamont vi è sua moglie, "moglie degna di un personaggio indegno"; ella difatti si oppone ai progetti brutali di suo marito e a tutti i suoi "sofismi". Accanto a lei, gli altri personaggi che la sostengono e Valcour stesso sembrano però non essere in grado di sostenerla abbastanza e la storia finisce così in tragedia.
In una delle prime lettere, narrate in prima persona, vi è narrata la vicenda di Valcour; una confessione dei suoi errori di gioventù. È stata trovata in questa descrizione una corrispondenza con il bambino e il giovane Sade, è pertanto considerata essere una sorta di confessione autobiografica.

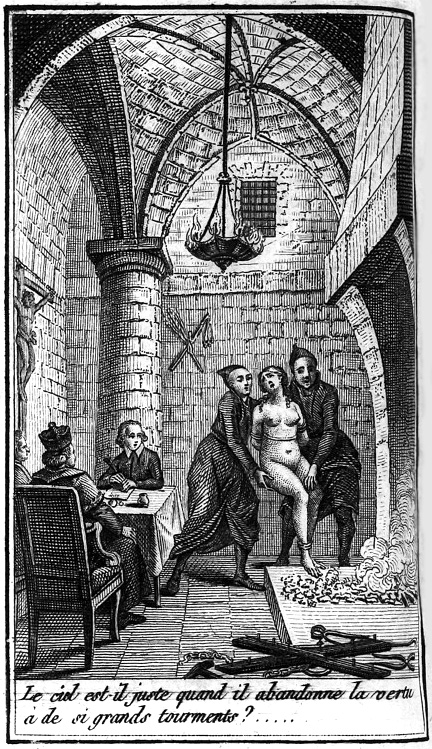
La Santa Inquisizione al lavoro.

### Storia di Sainville e Leonore
In quest'avventura si può notare l'influenza dei racconti filosofici di Voltaire. Sainville e Leonore vogliono sposarsi, ma la loro relazione viene osteggiata dalle famiglie; decidono pertanto, essendo il loro reciproco amore rifiutato da tutti, di fuggire alla volta di Venezia; ma qui la giovinetta viene rapita. Hanno inizio così i rocamboleschi viaggi di Sainville attraverso l'Europa meridionale e gran parte dell'Africa alla disperata ricerca dell'amata perduta.
La storia di Sainville è costituita essenzialmente da due episodi: il suo soggiorno prima nell'africano Regno di Butua e successivamente nell'isola del pacifico Tamoe. Viene presentato anche un incontro spiacevole con l'Inquisizione spagnola.
Butua è la descrizione di una distopia. Si tratta di un regno immaginario abitato interamente da una popolazione dedita al cannibalismo; un regno in cui "si mangiano gli uomini, le vergini vengono sacrificate in maniera violenta e in cui si abusa sessualmente dei ragazzi". Sade utilizza questo racconto di Sainville per parlare del portoghese Sarmiento, un europeo che raggiunse più di 20 anni prima Butua e che fu ospitato nella misura in cui si adattasse ai loro costumi; questo essenzialmente per evitare di essere amato come un piatto di carne umana: a lui non dispiaceva partecipare ai vizi generali a cui presto si abituò favorevolmente o di testimoniare le atrocità commesse dal suo sovrano.
Più interessante risulta però essere l'isola di Tamoe, la descrizione di un'utopia. Tamoe è una società utopica in cui l'uguaglianza e la giustizia regnano sovrani. Anche in contrasto con il Regno di Butua, Tamoe è una striscia di terra che mantiene buoni rapporti con le nazioni confinanti; la società prospera e non sembra aver nulla da temere per il proprio futuro, tranne l'avidità delle nazioni occidentali pronte a conquistarla per appropriarsi dei suoi beni. Qui ancora regnano virtù, prosperità e felicità (tuttavia non senza ostacoli).
Infine, prima di tornare in Francia, a Sainville capita anche di visitare l'Inquisizione spagnola la quale non esiterà un attimo a incriminarlo per potersi appropriare dei segreti derivanti dalle ricchezze date dalle abbondanti colture di Tamoe.
Dopo la storia di Sainville, Leonore racconta la sua. Leonor è una giovane intelligente e abile dotata di un carattere fiero e deciso, spesso poco plausibile, che deve costantemente lottare per sfuggire ai suoi molestatori. Nel suo tour copre le nazioni più diverse, tra cui il regno di Butua, e s'incontra con i personaggi più disparati, mentre le persone più potenti cercano di sedurla a forza; ma trova anche alcuni che la aiutano, come Don Gaspar, un gentiluomo portoghese di nobile cuore, o il bandito Brigandos, patriarca di un clan di zingari adoratori del diavolo.
È l'opera di Sade dove, esposte dai suoi personaggi, possiamo trovare le più diverse posizioni filosofiche.

## Edizioni italiane
- Opere scelte, a cura di Gian Piero Brega, Feltrinelli, Milano 1962
- Aline e Valcour ovvero Il romanzo filosofico, trad. di Aurelio Valesi, con un saggio di Guillame Apollinaire, Sugar, Milano 1968
- Aline e Valcour, ovvero il romanzo filosofico, trad. di Flaviarosa Rossini Nicoletti, saggio introduttivo di Gianni Nicoletti, Newton Compton, Roma 1993